# Kapela sv. Petra i Pavla u Lasovcu
Kapela sv. Petra i Pavla u Lasovcu rimokatolička je kapela u Lasovcu u općini Šandrovac u Bjelovarsko-bilogorskoj županiji.
Uređena je na mjestu prijašnje kapelice (poklonca) sv. Vendelina. Kapelica sv. Vendelina utemeljena je 1889. godine kada su mještani Lasovca kupili dva mala zvona iz stare župne crkve u Šandrovcu i postavili ih u novopodignuti zvonik u svome selu. Kapelica i danas posjeduje zvonik star oko 300 godina. Dograđena je i obnovljena 2013. godine, kada ju je blagoslovio bjelovarsko-križevački biskup Vjekoslav Huzjak.
Kapela se nalazi na križanju cesta u južnom dijelu Lasovca u općini Šandrovac. Cestom se od juga može doći preko Bulinca od ceste Bjelovar - Daruvar, a od sjevera asfaltnom cestom do općinskog središta Šandrovca.